# 硒酸镱
硒酸镱是一种无机化合物，化学式为Yb2(SeO4)3。它和Fe2(SO4)3同构，属单斜晶系，P21/n空间群。

## 制备
硒酸镱可由硒酸溶液和氧化镱、氢氧化镱或碳酸镱反应得到：
2 Yb(OH)3 + 3 H2SeO4 → Yb2(SeO4)3 + 3 H2O